# Oratorio del Santissimo Sacramento di San Lorenzo in Lucina
La chiesa del Santissimo Sacramento di san Lorenzo in Lucina è un oratorio sconsacrato di Roma, nel rione Campo Marzio, in via Belsiana.
Fu costruito nel 1578 come oratorio annesso alla casa della confraternita del Santissimo Sacramento di San Lorenzo in Lucina; caratterizzato da una piccola scalinata d'ingresso, era decorato con tavoloni di legno dipinto ad olio della fine del Cinquecento. Tra la fine del XIX secolo e l'inizio del XX era sede di concerti di musica barocca. Sconsacrato nel 1970, è diventato un locale pubblico,  mentre la casa della confraternita, sul retro, è adibita ad usi civili.